# Krondorf (Schwandorf)
Krondorf ist ein Stadtteil von Schwandorf, der zwischen der Innenstadt und Ettmannsdorf liegt. Der naheliegende Fluss Naab verursacht jedes Jahr Überschwemmungen.

## Wirtschaft
In Krondorf überwog die Landwirtschaft. Inzwischen sind fast alle landwirtschaftlichen Betriebe aufgegeben bzw. im Nebenerwerb bewirtschaftet.
Mehrere gewerbliche Betrieb konnten sich ansiedeln. Überregional bedeutend sind ein Elektrizitäts-Umspannwerk, ein Zweiradhändler und eine Gärtnerei.

## Einwohner
In der Seelenbeschreibung von 1877 zählte der Pfarrer 228 katholische Einwohner. Derzeit beträgt die Einwohneranzahl rund 500 Personen.